# صاصل أرمني
صاصل أرمني (الاسم العلمي: Ornithogalum armeniacum) هو نوع نباتي يتبع جنس الصاصل من فصيلة الهليونية.